# 비미니

비미니

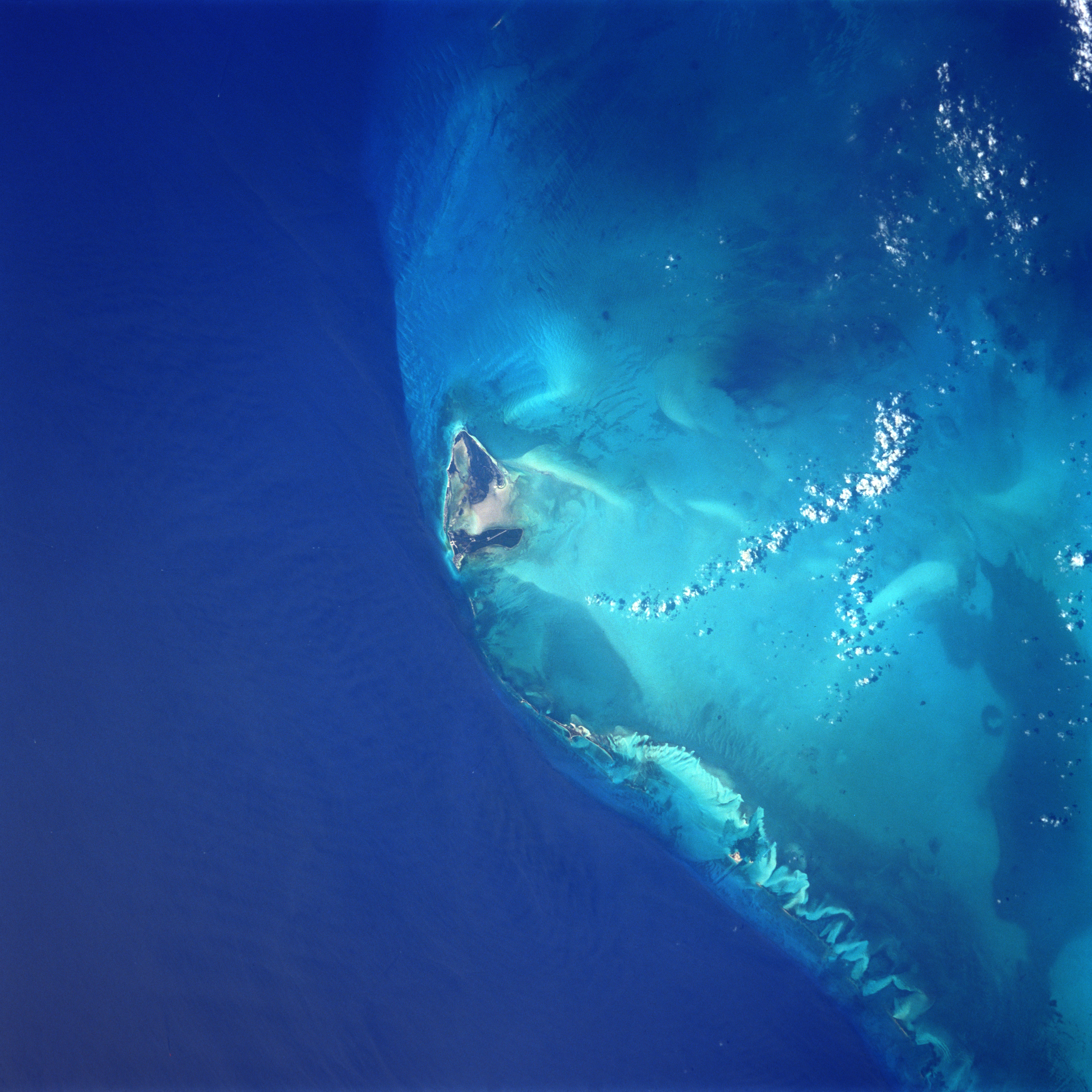
비미니 위성 사진 (1998년 6월)

비미니(영어: Bimini)은 바하마 최서단에 위치한 군도이자 구로 면적은 23km2, 인구는 2,008명(2010년 기준)이다. 수도 나소에서 북서쪽으로 209km, 미국 플로리다주 마이애미에서 약 81km 정도 떨어진 곳에 위치한다.